# Handırı, Çankırı
Handırı, trước là Dereçatı, là một xã thuộc thành phố Çankırı, tỉnh Çankırı, Thổ Nhĩ Kỳ. Dân số thời điểm năm 2010 là 108 người.